# Maribeth Monroe
Maribeth Monroe (ur. 25 marca 1978 w Fraser) – amerykańska aktorka filmowa i telewizyjna.

## Filmografia
źródło:

- 1998: All of It jako Baby Shower Friend
- 2000: Garage: A Rock Saga jako Claudia
- 2003: Down Into Happiness jako Molly
- 2006: I Want Someone to Eat Cheese With jako Second City Actor
- 2007–2008: Jim wie lepiej jako Mary Beth / Shopper / Helen
- 2007: Thank God You're Here jako Ensemble
- 2009: The Strip jako DVD Customer Woman
- 2010: Krog jako Manager
- 2010: Plan B jako Lori
- 2010–2015: Parks and Recreation jako Elise Yarktin
- 2011–2017: Workaholics jako Alice Murphy
- 2011: Cowgirl Up jako Merideth
- 2012: Key & Peele jako Dance Judge
- 2012: Couchers jako Nancy
- 2015: Świat w opałach jako Kendra Peterson
- 2015: Opiekun jako Sarah's Niece
- 2016: World’s End jako Suzanne
- 2016: Szpiedzy z sąsiedztwa jako Meg Craverston
- 2016: Adam Ruins Everything jako Kheather
- 2017: Jumanji: Przygoda w dżungli jako Teacher
- 2017: Pomniejszenie jako Carol Johnson
- 2017–2020: Dobre miejsce jako Mindy St. Claire
- 2019: Crazy Ex-Girlfriend jako April